# Cynthia Klitbo
Cynthia Klitbo (Zacatecas, 11 de marzo de 1967) es una actriz mexicana.

## Biografía
Cynthia Klitbo Gamboa nació el 11 de marzo de 1967, en la Ciudad de México, en la colonia Santa María la Ribera. Asimismo, vivió un tiempo en la calle Mar Mediterráneo, en Popotla. Es hija de padre danés y de madre mexicana (Veracruz).
Sus papeles han sido reconocidos por la crítica de espectáculos de México. Fue nombrada una de las estrellas más representativas por medio de la revista TVyNovelas en 2009.
Los primeros trabajos de la actriz comenzaron a mediados de la década de 1980 en la telenovela Vivir un poco, le siguieron papeles en melodramas como Amor en silencio, Cómo duele callar, Mi segunda madre y Yo compro esa mujer.
En 1991, Cynthia fue villana en la telenovela Cadenas de amargura, producción de Carlos Sotomayor y donde trabajó junto a Diana Bracho, Daniela Castro y Raúl Araiza y posteriormente en el mismo año se integró a otra producción de Carlos Sotomayor en Vida robada interpretó a la villana principal y trabajó junto a Erika Buenfil y Sergio Goyri.
En 1995 fue la antagonista principal en "La dueña" producción de Florinda Meza, compartiendo roles con Angélica Rivera y Francisco Gattorno.
En 1997 participó en la telenovela Alguna vez tendremos alas donde actuó junto a Kate del Castillo y Humberto Zurita.
En 1998 trabajó en la producción de Carla Estrada El privilegio de amar, realizando otra antagonista, donde compartió créditos junto a Adela Noriega, René Strickler y Helena Rojo.
En 2000 participó en La casa en la playa junto a Sergio Goyri, Marga López e Ignacio López Tarso.
Ese mismo año tuvo una pequeña participación estelar en Mi destino eres tú, hasta que en 2003 obtuvo otro papel antagónico principal en la telenovela Velo de novia, donde trabaja junto a Susana González y Eduardo Santamarina.
En 2005 fue antagonista en Peregrina junto a África Zavala y Eduardo Capetillo.
En 2007 participó en Palabra de mujer, producción de José Alberto Castro telenovela familiar y de comedia donde interpretó a una villana, compartió créditos con Edith González, Yadhira Carrillo, Ludwika Paleta y Lidia Ávila.
En 2009 trabajó nuevamente interpretando a una villana en la producción de Luis de Llano Macedo Atrévete a soñar, compartiendo créditos junto a Vanessa Guzmán y René Strickler. En el mismo año apareció completamente desnuda a los 42 años de edad en la edición de marzo de 2009 de la revista H Extremo, la cual es la versión sin censura de la revista H.
En 2010 participó en la nueva versión de Teresa, producción de José Alberto Castro interpretando a la madrina de la protagonista Angelique Boyer.
Además de este melodrama, ese mismo año protagonizó el capítulo "Luz, arrolladora" en la tercera temporada de Mujeres asesinas, junto a Giselle Blondet.
En 2012 contrajo matrimonio con el escultor regiomontano David Gerstein, y a inicios de este año hizo una pequeña aparición especial en Por ella soy Eva.
En 2012 participó en Cachito de cielo, producción de Giselle González y Roberto Gómez Fernández interpretando a la madre de (Pablo Lyle).
En 2013, tras varios antagónicos la productora Lucero Suárez le dio la oportunidad de trabajar como la protagonista en De que te quiero, te quiero trabajando al lado de Livia Brito, Juan Diego Covarrubias y Marcelo Córdoba.
En 2014, participó en la telenovela La sombra del pasado producida por Mapat L. de Zatarain con Michelle Renaud y Pablo Lyle.
Su madre, Elisa Gamboa, falleció el 28 de agosto de 2014 debido a un infarto.
En 2016, trabajó en la telenovela Vino el amor, producción de José Alberto Castro en la cual dio vida a la madre de la protagonista Irina Baeva, también compartió roles con Gabriel Soto y Azela Robinson.
En 2018, participó Hijas de la luna, producción de Nicandro Díaz, en la que interpretó a la madre del protagonista Danilo Carrera, compartiendo escenas con Omar Fierro.

## Trayectoria

### Telenovelas
- Vivir un poco (1985-1986)
- Cómo duele callar (1987) - Cristina Cisneros
- Amor en silencio (1988) - Aurora
- Mi segunda madre (1989) - Leticia Platas
- Yo compro esa mujer (1990) - Efigenia "Efi"
- Cadenas de amargura (1991) - Sofía Gastelum Fernández
- Vida robada (1991-1992) - Leticia Avelar / Verónica Almeida
- Sueño de amor (1993) - Ana Luisa Montenegro
- La dueña (1995) - Laura Castro Villarreal
- Alguna vez tendremos alas (1997) - Rosaura Ontiveros
- El privilegio de amar (1998-1999) - Tamara De la Colina
- Mi destino eres tú (2000) - Amara Trujillo
- La casa en la playa (2000) - Paulina Villarreal Vda de Rojo
- Velo de novia (2003-2004) - Raquela Villaseñor del Moral
- Peregrina (2005-2006) - Abigail Osorio
- Palabra de mujer (2007-2008) - Delia Ibarra
- Atrévete a soñar  (2009-2010) - Bianca Peña Rizzi
- Teresa (2010-2011) - Juana Godoy[5][6]
- Cachito de cielo (2012) - Adela Silva de Salazar[7]
- Por ella soy Eva (2012) - Amante de Juan Carlos
- De que te quiero, te quiero (2013-2014) - Carmen García Pabuena[8]
- La sombra del pasado (2014-2015) - Prudencia Nava de Zapata
- Vino el amor (2016-2017) - Martha Estrada Vda. de Muñoz
- Hijas de la luna (2018) - Leonora Ruiz de Oropeza
- Como tú no hay 2 (2020) - Socorro Pérez[9]
- Médicos, línea de vida (2020) - Carmen Menchaca de Miranda[10]
- Mujer de nadie (2022) - Isaura Henderson de Arizmendi[11]
- Juego de mentiras (2023) - Renata del Río[12]
- Minas de pasión (2023) - Zaira Pérez[13]
- La historia de Juana (2024) - Josefina Sosa[14]
- Amor amargo (2024-2025) - Beatriz[15][16]
- Monteverde (2025) - Gloria Domínguez[17]

### Programas
- Videoteatros (1993)
- Mujer, casos de la vida real (1996)
- ¿Qué nos pasa? (1998)
- El escándalo del mediodía (2004) - Conductora
- La hora pico (2004)
- Acapulco fest (2004) - Conductora
- Bailando por un sueño (2005) - Participante
- S.O.S.: sexo y otros secretos (2007) - Laura
- ¿Y ahora qué hago? (2007) - Cynthia
- La rosa de Guadalupe (2008) - Elisa  («A la orilla del cielo»)
- Locas de amor (2009) - Doctora Ayala
- Mujeres asesinas (2010) - Luz Mercedes de Manjárrez ("Luz, arrolladora")[18]
- Reconstruir - Claudia (2020)
- El Dragón: el regreso de un guerrero (2019-2020) - Dora Perdomo de Garza
- Junta de vecinos (2021) como Genoveva De la Colina
- Secretos de villanas (2022-presente) como Ella misma[19][20]
- Lalola (2024) como Circe[21]

### Cine
- Ellos trajeron la violencia (1990)
- Asalto (1991) - Elena
- Morena (1995) - María
- El amor de tu vida S.A. (1996) - Eugenia
- La paloma de Marsella (1999)
- Ladies' Night (2003) - Víctima
- Desnudos (2004) - Berta
- Las victorias de mamá (2008) - Ella misma

### Teatro
- Rosa de dos aromas (2000)[22]
- ¿Por qué los hombres aman a las cabronas? (2008)[23]
- La piel en llamas (2011)[24]
- Confesiones de una telefonista erótica (2014)[25]
- Caricias perversas barroco (2015)[26]
- Rosa de dos aromas (2016).[27]

## Premios y nominaciones

### Premios TVyNovelas
| Año  | Categoría                 | Telenovela                  | Resultado |
| ---- | ------------------------- | --------------------------- | --------- |
| 1988 | Mejor revelación femenina | Cómo duele callar           | Nominada  |
| 1992 | Mejor villana             | Cadenas de amargura         | Ganadora  |
| 1996 | Mejor villana             | La dueña                    | Nominada  |
| 1998 | Mejor villana             | Alguna vez tendremos alas   | Nominada  |
| 1999 | Mejor villana             | El privilegio de amar       | Ganadora  |
| 2004 | Mejor villana             | Velo de novia               | Nominada  |
| 2006 | Mejor villana             | Peregrina                   | Nominada  |
| 2009 | Mejor villana             | Palabra de mujer            | Nominada  |
| 2010 | Mejor villana             | Atrévete a soñar            | Nominada  |
| 2014 | Mejor actriz coestelar    | De que te quiero, te quiero | Ganadora  |
| 2014 | Mejor primera actriz      | De que te quiero, te quiero | Nominada  |
| 2016 | Mejor primera actriz      | La sombra del pasado        | Nominada  |
| 2017 | Mejor primera actriz      | Vino el amor                | Nominada  |
| 2019 | Mejor primera actriz      | Hijas de la luna            | Nominada  |

### Premios ACE (Nueva York)
| Año  | Categoría                   | Telenovela                | Resultado |
| ---- | --------------------------- | ------------------------- | --------- |
| 1996 | Mejor co-actuación femenina | La dueña                  | Ganadora  |
| 1998 | Mejor actriz de televisión  | Alguna vez tendremos alas | Ganadora  |
| 2003 | Mejor co-actuación femenina | El privilegio de amar     | Ganadora  |

### Premios Bravo
| Año  | Categoría     | Telenovela            | Resultado |
| ---- | ------------- | --------------------- | --------- |
| 1999 | Mejor villana | El privilegio de amar | Ganadora  |

### Premios Eres
| Año  | Categoría              | Telenovela  | Resultado |
| ---- | ---------------------- | ----------- | --------- |
| 1992 | Mejor actriz coestelar | Vida robada | Nominada  |

### Premios TV Adicto Golden Awards
| Año  | Categoría                        | Telenovela       | Resultado |
| ---- | -------------------------------- | ---------------- | --------- |
| 2018 | Mejor actriz en papel secundario | Hijas de la luna | Ganadora  |